# محمد فاضل (أستاذ جامعي)
محمد فاضل هو أستاذ جامعي ومحام سابق أمريكي من أصل مصري، يعمل أستاذًا لكرسي أبحاث تورونتو للقانون والاقتصاد الإسلاميين بكلية الحقوق في جامعة تورونتو.
حصل فاضل على درجة البكالوريوس من جامعة فيرجينيا سنة 1988، ثم نال دكتوراه الفلسفة سنة 1995 من جامعة شيكاغو، وكان موضوع رسالته «الإجراءات القانونية في القانون الإسلامي في العصور الوسطى»، ثم حصل على درجة الدكتوراه في القانون سنة 1996 من كلية الحقوق بجامعة فيرجينيا، وعمل بالمحاماة في مدينة نيويورك بدءًا من سنة 2000، وقد بدأ العمل بكلية الحقوق في تورونتو في يناير 2006.